# Carlos Fernández Luna
Carlos Fernández Luna (Siviglia, 22 maggio 1996) è un calciatore spagnolo, attaccante del Mirandés in prestito dalla Real Sociedad.

## Caratteristiche tecniche
Gioca come punta centrale, abile nel gioco aereo e nei movimenti sotto porta.

## Carriera

### Club
Il 1º luglio 2013, approda al Siviglia B, per poi passare in prima squadra al Siviglia, dove tuttavia debutta ufficialmente il 18 dicembre 2013, in Coppa del Re, sostituendo Piotr Trochowski al 67º. Il 2 marzo 2014 debutta nella Liga nella partita giocata in casa contro la Real Sociedad, entrando al minuto 69º al posto di José Antonio Reyes. Nell'ottobre 2016, durante un allenamento subisce la rottura parziale del legamento crociato anteriore del ginocchio sinistro, costringendolo a chiudere in anticipo la stagione.
Il 30 agosto 2018, passa in prestito annuale al Deportivo, squadra militante nella seconda divisione spagnola.
Il 14 agosto 2019 rinnova con la società andalusa fino al giugno 2022, per poi essere ceduto in prestito nello stesso giorno al Granada.
Terminato il prestito fa ritorno al Siviglia; tuttavia con gli andalusi trova poco spazio, e questo fa sì che lui il 24 gennaio 2021 venga ceduto alla Real Sociedad.
Il 30 agosto 2024 viene ceduto in prestito al Cadice.
Il 19 agosto 2025 passa in prestito al Mirandés.

### Nazionale
Ha giocato nelle nazionali giovanili spagnole Under-16, Under-19 ed Under-21.

## Statistiche

### Presenze e reti nei club
Statistiche aggiornate al 12 luglio 2019.
| Stagione        | Squadra         | Campionato      | Campionato | Campionato | Coppe nazionali | Coppe nazionali | Coppe nazionali | Coppe continentali | Coppe continentali | Coppe continentali | Altre coppe | Altre coppe | Altre coppe | Totale | Totale |
| Stagione        | Squadra         | Comp            | Pres       | Reti       | Comp            | Pres            | Reti            | Comp               | Pres               | Reti               | Comp        | Pres        | Reti        | Pres   | Reti   |
| --------------- | --------------- | --------------- | ---------- | ---------- | --------------- | --------------- | --------------- | ------------------ | ------------------ | ------------------ | ----------- | ----------- | ----------- | ------ | ------ |
| 2013-2014       | Siviglia        | PD              | 4          | 0          | CR              | 1               | 0               | UEL                | 0                  | 0                  | -           | -           | -           | 5      | 0      |
| 2014-2015       | Siviglia        | PD              | 1          | 0          | CR              | 0               | 0               | UEL                | 0                  | 0                  | SU          | 0           | 0           | 1      | 0      |
| 2015-2016       | Siviglia        | PD              | 1          | 0          | CR              | 0               | 0               | UCL+UEL            | 0+0                | 0                  | SU          | 0           | 0           | 1      | 0      |
| 2016-2017       | Siviglia        | PD              | 3          | 1          | CR              | 0               | 0               | UCL                | 0                  | 0                  | SU+SS       | 0+0         | 0           | 3      | 1      |
| 2017-2018       | Siviglia        | PD              | 2          | 1          | CR              | 0               | 0               | UCL                | 0                  | 0                  | -           | -           | -           | 2      | 1      |
| 2018-2019       | Deportivo       | SD              | 24+4       | 8+2        | CR              | 1               | 0               | -                  | -                  | -                  | -           | -           | -           | 29     | 10     |
| Totale carriera | Totale carriera | Totale carriera | 35+4       | 12         |                 | 2               | 0               |                    | 0                  | 0                  |             | 0           | 0           | 41     | 12     |

### Cronologia presenze e reti in nazionale
| Cronologia completa delle presenze e delle reti in nazionale ― Spagna under 21 | Cronologia completa delle presenze e delle reti in nazionale ― Spagna under 21 | Cronologia completa delle presenze e delle reti in nazionale ― Spagna under 21 | Cronologia completa delle presenze e delle reti in nazionale ― Spagna under 21 | Cronologia completa delle presenze e delle reti in nazionale ― Spagna under 21 | Cronologia completa delle presenze e delle reti in nazionale ― Spagna under 21 | Cronologia completa delle presenze e delle reti in nazionale ― Spagna under 21 | Cronologia completa delle presenze e delle reti in nazionale ― Spagna under 21 |
| Data                                                                           | Città                                                                          | In casa                                                                        | Risultato                                                                      | Ospiti                                                                         | Competizione                                                                   | Reti                                                                           | Note                                                                           |
| ------------------------------------------------------------------------------ | ------------------------------------------------------------------------------ | ------------------------------------------------------------------------------ | ------------------------------------------------------------------------------ | ------------------------------------------------------------------------------ | ------------------------------------------------------------------------------ | ------------------------------------------------------------------------------ | ------------------------------------------------------------------------------ |
| 22-3-2018                                                                      | Portadown                                                                      | Irlanda del Nord under 21                                                      | 3 – 5                                                                          | Spagna under 21                                                                | Qual. Europeo Under-21 2019                                                    | -                                                                              | 87’                                                                            |
| 14-11-2018                                                                     | Logroño                                                                        | Spagna under 21                                                                | 4 – 1                                                                          | Danimarca under 21                                                             | Amichevole                                                                     | -                                                                              | 68’                                                                            |
| 19-11-2018                                                                     | Caen                                                                           | Francia under 21                                                               | 1 – 1                                                                          | Spagna under 21                                                                | Amichevole                                                                     | -                                                                              | 89’                                                                            |
| Totale                                                                         |                                                                                | Presenze                                                                       | 3                                                                              |                                                                                | Reti                                                                           | 0                                                                              |                                                                                |

## Palmarès

### Competizioni nazionali
- Coppa di Spagna: 1

Real Sociedad: 2019-2020

### Competizioni internazionali
- UEFA Europa League: 2

Siviglia: 2014-2015, 2015-2016